# Alessandro Gerini
Alessandro Gerini (Firenze, 8 luglio 1897 – Roma, 5 giugno 1990) è stato un politico italiano discendente di un'antica dinastia romana e fiorentina e soprannominato dalla stampa il marchese di Dio o il costruttore di Dio per i suoi rapporti con diversi istituti ed enti religiosi. La sua eredità è stata oggetto di una contesa trentennale tra i suoi discendenti e la congregazione religiosa dei Salesiani.

## Storia
Figlio del senatore fiorentino del Regno d'Italia Gerino Gerini e della principessa romana Teresa Torlonia, eredita il titolo nobiliare di marchese e la dimora di Villa Torlonia nella quale risiede per tutta la vita.
Le proprietà immobiliari ricevute in eredità dai vari rami della famiglia, tra cui quelli che lui stesso provvede negli anni a rendere edificabili agendo in qualità di costruttore (in particolare i quartieri del Tuscolano e del Quadraro), la società immobiliare Brioschi, villa Gerini a Barberino di Mugello, Palazzo Gerini a Firenze e la tenuta di Velletri La Fajola, ne fanno uno degli uomini più ricchi d’Italia e uno dei più importanti proprietari terrieri nel comune di Roma assieme alla sorella Isabella.
Negli anni ‘50 convince il fratello Carlo a permutare i terreni agricoli in Toscana con quelli della Valle della Caffarella, diventando proprietario dei terreni dove dovrebbe sorgere il Parco regionale dell'Appia antica. In seguito ad una campagna di opinione guidata da Antonio Cederna, Alessandro Gerini permuterà a sua volta tali terreni con altri con diritti edificatori più consistenti con il Comune di Roma.
La devozione per san Giovanni Bosco della madre Teresa Torlonia è di antica data e deriva dall’amicizia personale tra il santo e la prozia di Alessandro, la marchesa Isabella Magnani Gerini, che contribuì all’apertura del primo oratorio romano. Si avvicina quindi al mondo dei Salesiani con i quali intreccia importanti affari e solide amicizie. Negli anni ‘50 dona agli stessi il centro direzionale di Ponte Mammolo e contribuisce alla costruzione di otto parrocchie nella periferia romana. Sempre in quegli anni dona invece alla congregazione 100 mila metri quadri di terreni a nord di Roma dove verrà edificata l'Università Pontificia Salesiana, ottenendo in cambio l'edificabilità dei terreni circostanti.

## Attività politica
Gerini viene eletto una prima volta in Lazio nella I Legislatura (1948-1953) tra le file della Democrazia Cristiana, dove ricopre la carica di segretario della Commissione per gli Affari Esteri e le Colonie. 
Viene eletto anche nella II Legislatura (1953-1958) e nella III (1958-1963), subentrando al senatore Carlo De Luca dopo la sua morte, dove si occupa di questioni legate all’industria e alla città di Roma. Nel 1968 non viene rieletto: per pochi voti, infatti, prevale il collega di partito Antonio Bonadies.
Un'inchiesta della Procura di Roma dimostrò che, per concludere alcuni affari immobiliari, il senatore pagò tangenti all'allora sottosegretario democristiano Carlo Merolli, annotate in diari personali di cui si scoprì l'esistenza dopo la sua morte.

## Eredità contesa
Alessandro Gerini muore nel 1990, celibe e senza figli. All’apertura del suo testamento si scopre che i suoi beni mobili e immobili, per un valore di 658 miliardi di lire, sono devoluti alla Fondazione Ecclesiastica Istituto Marchesi Teresa, Gerino e Lippo Gerini, costituita dai Salesiani con il senatore nel 1963 e nel cui Consiglio di amministrazione siede anche l’economo generale.
Nel 1996 Anna Maria Cordero di Montezemolo, Giovanna e Antonio Gerini, nipoti di Alessandro e sollecitati dal mediatore di origine siriana Carlo Moisé Silvera (che acquista anche i diritti ereditari di uno di essi), ricorrono in giudizio reclamando la legittima parte dell’eredità.
Nel giugno 2007 Silvera, don Giovanni Mazzali (allora economo generale dei salesiani) e Renato Zanfagna (avvocato milanese di don Mazzali) sottoscrivono un accordo: ai nipoti vengono riconosciuti 5 milioni di euro e a Silvera 11,5, più il 15% dei beni lasciati alla Fondazione, sulla base di una valutazione del patrimonio Gerini ormai lievitato a 658 milioni di euro (quindi 99 milioni); le parti rinunciano contemporaneamente a qualsiasi ulteriore pretesa sul resto delle proprietà del costruttore defunto.
La casa Salesiana rifiuta però di pagare il pattuito perché scopre successivamente all’accordo che nel marzo dello stesso anno la Corte di Cassazione aveva estromesso dall’asse ereditario i nipoti di Gerini, diseredati dallo stesso marchese Alessandro.
Silvera reclama la parte pattuita e con una sentenza del tribunale di Milano riesce a pignorare 130 milioni di euro del fondo lussemburghese Polaris del quale i Salesiani posseggono il 20%.
Il cardinale Tarcisio Bertone, che era intervenuto nella vicenda per mediare tra le parti, sostiene davanti alla procura di Roma di avere ricevuto pressioni per procedere alla liquidazione dalla somma pattuita, ma nel 2012 il tribunale non gli crede ed assolve Silvera, Mazzali e Zanfagna dall’accusa.
Nel 2014 il ‘’Salesianum’’, ovvero la sede romana della Casa Generalizia dei Salesiani, viene messa all’asta su ordine del tribunale civile di Roma per consentire alla congregazione religiosa di far fronte al risarcimento forzato. Vista la mancanza di acquirenti, Carlo Moisé Silvera diviene proprietario dello stabile a conclusione della vicenda giudiziaria.
Anna Maria Gerini chiede a Carlo Moisè Silvera e alla Casa Generalizia Salesiana un risarcimento di 30 milioni di euro sostenendo di essere stata messa all’oscuro dell’accordo e quindi raggirata, ma nel 2016 il tribunale di Milano le dà torto e la condanna al pagamento delle spese processuali ad entrambi i convocati a giudizio.

## Ascendenza
|                                                |                                                             |                                                        | Genitori                                                           |  |  | Nonni |  |  | Bisnonni                          |  |  | Trisnonni                             |  |
|                                                |                                                             |                                                        |                                                                    |  |  |       |  |  | 8. Carlo Lorenzo, marchese Gerini |  |  | 16. Giovanni Lorenzo, marchese Gerini |  |
|                                                |                                                             |                                                        |                                                                    |  |  |       |  |  | 8. Carlo Lorenzo, marchese Gerini |  |  | 16. Giovanni Lorenzo, marchese Gerini |  |
|                                                |                                                             | 17. Maddalena Guicciardini                             |                                                                    |  |  |       |  |  | 8. Carlo Lorenzo, marchese Gerini |  |  |                                       |  |
| 4. Antonio, marchese Gerini                    |                                                             |                                                        |                                                                    |  |  |       |  |  | 8. Carlo Lorenzo, marchese Gerini |  |  |                                       |  |
|                                                |                                                             | 9. Isabella Magnani                                    | 18. Antonio Magnani                                                |  |  |       |  |  |                                   |  |  |                                       |  |
|                                                |                                                             | 9. Isabella Magnani                                    | 18. Antonio Magnani                                                |  |  |       |  |  |                                   |  |  |                                       |  |
|                                                |                                                             | 9. Isabella Magnani                                    | 19. Teresa Corsi                                                   |  |  |       |  |  |                                   |  |  |                                       |  |
| 2. Gerino, marchese Gerini                     |                                                             | 9. Isabella Magnani                                    |                                                                    |  |  |       |  |  |                                   |  |  |                                       |  |
|                                                |                                                             | 10. Marcantonio V Borghese, VIII principe di Sulmona   | 20. Francesco Borghese, VII principe di Sulmona                    |  |  |       |  |  |                                   |  |  |                                       |  |
|                                                |                                                             | 10. Marcantonio V Borghese, VIII principe di Sulmona   | 20. Francesco Borghese, VII principe di Sulmona                    |  |  |       |  |  |                                   |  |  |                                       |  |
|                                                |                                                             | 10. Marcantonio V Borghese, VIII principe di Sulmona   | 21. Adèle de La Rochefoucauld                                      |  |  |       |  |  |                                   |  |  |                                       |  |
| 5. Anna Maria Borghese dei principi di Sulmona |                                                             | 10. Marcantonio V Borghese, VIII principe di Sulmona   |                                                                    |  |  |       |  |  |                                   |  |  |                                       |  |
|                                                |                                                             | 11. Marie Thérèse de La Rochefoucauld                  | 22. Alexandre Jules de La Rochefoucauld, II duca d'Estissac        |  |  |       |  |  |                                   |  |  |                                       |  |
|                                                |                                                             | 11. Marie Thérèse de La Rochefoucauld                  | 22. Alexandre Jules de La Rochefoucauld, II duca d'Estissac        |  |  |       |  |  |                                   |  |  |                                       |  |
|                                                |                                                             | 11. Marie Thérèse de La Rochefoucauld                  | 23. Hélène Charlotte Dessolle                                      |  |  |       |  |  |                                   |  |  |                                       |  |
| 1. Alessandro, marchese Gerini                 |                                                             | 11. Marie Thérèse de La Rochefoucauld                  |                                                                    |  |  |       |  |  |                                   |  |  |                                       |  |
|                                                | 12. Marcantonio V Borghese, VIII principe di Sulmona (= 10) | 24. Francesco Borghese, VII principe di Sulmona (= 20) |                                                                    |  |  |       |  |  |                                   |  |  |                                       |  |
|                                                | 12. Marcantonio V Borghese, VIII principe di Sulmona (= 10) | 24. Francesco Borghese, VII principe di Sulmona (= 20) |                                                                    |  |  |       |  |  |                                   |  |  |                                       |  |
|                                                | 12. Marcantonio V Borghese, VIII principe di Sulmona (= 10) | 25. Adèle de La Rochefoucauld (= 21)                   |                                                                    |  |  |       |  |  |                                   |  |  |                                       |  |
| 6. Giulio Borghese, II principe di Fucino      | 12. Marcantonio V Borghese, VIII principe di Sulmona (= 10) |                                                        |                                                                    |  |  |       |  |  |                                   |  |  |                                       |  |
|                                                |                                                             | 13. Marie Thérèse de La Rochefoucauld (= 11)           | 26. Alexandre Jules de La Rochefoucauld, II duca d'Estissac (= 22) |  |  |       |  |  |                                   |  |  |                                       |  |
|                                                |                                                             | 13. Marie Thérèse de La Rochefoucauld (= 11)           | 26. Alexandre Jules de La Rochefoucauld, II duca d'Estissac (= 22) |  |  |       |  |  |                                   |  |  |                                       |  |
|                                                |                                                             | 13. Marie Thérèse de La Rochefoucauld (= 11)           | 27. Hélène Charlotte Dessolle (= 23)                               |  |  |       |  |  |                                   |  |  |                                       |  |
| 3. Teresa Torlonia dei principi di Fucino      |                                                             | 13. Marie Thérèse de La Rochefoucauld (= 11)           |                                                                    |  |  |       |  |  |                                   |  |  |                                       |  |
|                                                |                                                             | 14. Alessandro Raffaele Torlonia, I principe di Fucino | 28. Giovanni Raimondo Torlonia, I principe di Civitella Cesi       |  |  |       |  |  |                                   |  |  |                                       |  |
|                                                |                                                             | 14. Alessandro Raffaele Torlonia, I principe di Fucino | 28. Giovanni Raimondo Torlonia, I principe di Civitella Cesi       |  |  |       |  |  |                                   |  |  |                                       |  |
|                                                |                                                             | 14. Alessandro Raffaele Torlonia, I principe di Fucino | 29. Anna Maria Schultheiss                                         |  |  |       |  |  |                                   |  |  |                                       |  |
| 7. Anna Maria Torlonia dei principi di Fucino  |                                                             | 14. Alessandro Raffaele Torlonia, I principe di Fucino |                                                                    |  |  |       |  |  |                                   |  |  |                                       |  |
|                                                |                                                             | 15. Teresa Colonna dei principi di Paliano             | 30. Aspreno I Colonna, XIII principe di Paliano                    |  |  |       |  |  |                                   |  |  |                                       |  |
|                                                |                                                             | 15. Teresa Colonna dei principi di Paliano             | 30. Aspreno I Colonna, XIII principe di Paliano                    |  |  |       |  |  |                                   |  |  |                                       |  |
|                                                |                                                             | 15. Teresa Colonna dei principi di Paliano             | 31. Maria Giovanna Cattaneo della Volta                            |  |  |       |  |  |                                   |  |  |                                       |  |
|                                                |                                                             | 15. Teresa Colonna dei principi di Paliano             |                                                                    |  |  |       |  |  |                                   |  |  |                                       |  |